# Тешко убиство
Тешко убиство представља квалификовани облик кривичног дела убиства. Да би се правила терминолошка разлика између обичног и тешког убиства, раније је за појам тешког убиства употребљавана реч уморство. У страним правима као што је француско прави се разлика између meuertre и assassinat, затим у немачком Totschlag и Mord и енглеском manslaughter и murder. 
Стање ума може, у зависности од надлежности, разликовати убиство од других облика незаконитог хомицида, попут убиства из нехата. Убиство је усмрћивање почињено у одсуству злобе изазвано разумном провокацијом, или умањеном способношћу. Убиство из нехата, тамо где је признато, убиство је са одсуством зле намере, често услед непромишљености.
Већина друштава сматра убиство изузетно озбиљним злочином, те би особа осуђена за убиство требало да добије оштру казну у сврху одмазде, одвраћања, рехабилитације или онеспособљења. У већини земаља, особи осуђеној за убиство генерално прети дуготрајна затворска казна, доживотна или чак смртна казна.
Квалификовано или тешко убиство постоји када је умишљајно убиство извршено на такав начин, под таквим околностима или према таквом лицу који му дају већи степен тежине и опасности. Извршилац дела може да буде свако лице, а у погледу кривице потребан је умишљај. За ово дело прописана казна затвора најмање десет година или казна затвора од тридесет до четрдесет година. Случајеви које српско кривично законодавство инкриминише као тешко убиство су:
- Убиство на свиреп и подмукао начин (на пример, убиство из заседе, на спавању, убиство тровањем или када се жртва при извршењу мучи или јој се причињавају тешке патње)
- Убиство при безобзирном и насилничком понашању
- Убиство којим је умишљајем доведен у опасност живот још неког лица
- Убиство при извршењу кривичног дела разбојништва или разбојничке крађе
- Убиство из користољубља, ради извршења или прикривања неког другог кривичног дела, из крвне или безобзирне освете или из других ниских побуда
- Убиство службеног или војног лица
- Убиство детета или бремените жене
- Убиство члана своје породице којег је учинилац претходно злостављао
- Умишљајно убиство више лица.

## Употреба израза
У многим земљама, у новинским извештајима, због забринутости због могућих оптужби за клевету, новинари генерално пазе да осумњиченог не идентификују као убицу док осумњичени не буде осуђен за убиство на суду. На пример, након хапшења, новинари могу написати да је та особа „ухапшена под сумњом за убиство“, док након што је тужилац поднео оптужницу, као „оптужени убица“.
Противници побачаја сматрају абортус обликом убиства. У неким земљама фетус је правно лице које може бити убијено, а убијање труднице сматра се двоструким убиством.

## Дефиниција
Енглески правник из осамнаестог века Вилијам Блекстоун (цитирајући Едварда Коука) у својим Коментарима енглеских закона изнео је општеправну дефиницију убиства, која се по овој дефиницији јавља „када особа, здравог памћења и разума, незаконито убије било које разумно створење у постојању и под краљевим миром, са злурадошћу, експлицитном или имплицитном.”}}
Општеправни елементи убиства су:
- Незаконитост - Ово разликује убиство од убијања која су почињена у границама закона, попут смртне казне, оправдане самоодбране или убијања непријатељских бораца од стране законитих бораца, као и наношења колатералне штете неборцима током рата.[14]
- Убиство - Према општеправној дефиницији живот се окончава кардиопулмоналним застојем[13] - потпуним и неповратним престанком крвне циркулације и дисања.[13] Са напретком медицинске технологије судови су усвојили неповратан престанак рада свих функција мозга као крај живота.[13]
- Кривично дело или пропуст - Убиство се може извршити намерно или случајно.[15]
- Од човека - Овај елемент представља питање почетка живота. Према општем праву, фетус није био људско биће.[16] Живот почиње након што фетус прође кроз вагину и узме први дах.[13]
- Други човек - У раном обичајном праву, самоубиство се сматрало убиством.[13] Услов да убијена особа буде неко ко није извршилац искључио је самоубиство из дефиниције убиства.
- Са намерном злурадошћу - Првобитно је злонамерни предумишљај имао свој свакодневни смисао - намјерно и с предумишљајем (претходна намера) убијање другог мотивисано лошом вољом. Убиство је нужно захтевало да прође значајно време између формирања и извршења намере убиства. Судови су проширили опсег убиства елиминишући услов стварног предумишљаја и промишљања, као и истинску злобу. Све што је било потребно да би постојао злонамерни предумишљај је да починилац делује с једним од четири стања ума које представљају „злобу”.

Четири стања ума препозната као „злоба“ су:
1. Намера да се убије,
2. Намера да нанесе тешка телесна повреда осим смрти,
3. Безобзирна равнодушност према неоправдано великом ризику по људски живот (понекад описивано као „напуштено и злоћудно срце“), или
4. Намера да се изврши опасно кривично дело (доктрина „кривичног дела убиства”).

Под стањем ума (и), у намери да се убије, важи правило смртоносног оружја. Стога, ако окривљени намерно користи смртоносно оружје или оруђе против жртве, таква употреба омогућава дозвољиво закључивање о намери убиства. Другим речима, „намера следи метак“. Примери смртоносног оружја и инструмената укључују, али нису ограничени на пушке, ножеве, смртоносне токсине или хемикалије или гасове, па чак и возила када се намерно користе за наношење штете једној или више жртава.
Под душевним стањем, „напуштеним и злоћудним срцем”, убиство мора бити резултат понашања оптуженог које укључује безобзирну равнодушност према људском животу и свесно занемаривање неразумно великог ризика од смрти или тешких телесних повреда. У аустралијским јурисдикцијама, неразуман ризик мора досећи предвидиву вероватноћу смрти (или тешких телесних повреда у већини држава), за разлику од могућности.

### Степени убиства
Многе јурисдикције рангирају убиство по степенима. Разлика између убиства првог и другог степена постоји, на пример, у Канадском закону о убиству и Америчком закону о убиству.
Најчешћа подела је између убиства првог и другог степена. Генерално, убиство другог степена је општеправно убиство, а први степен је отежана форма. Отежавајући фактори убиства првог степена зависе од јурисдикције, али могу укључивати и посебну намеру убиства, предумишљај или промишљање. У неким се убиства почињена радњама попут дављења, тровања или из заседе такође третирају као убиство првог степена. Неколико држава у САД даље разликује убиства трећег степена, али се значајно разликују у томе које се врсте убистава класификују као другостепена у односу на трећестепена. На пример, Минесота дефинише убиство трећег степена као убиство изопаченог срца, док Флорида дефинише убиство трећег степена као кривично дело убиства (осим када је основно кривично дело посебно наведено у дефиницији убиства првог степена).